# Hagalaz
Hagalaz je devátá runa germánského futharku prostého. Vyslovuje se jako české H. Její název je překládán jako „krupobití“. Symbolizuje krupobití – klimatický jev, krupobití střel v bitvě, zásadní zvrat v životě. Celkově se jedná o nepříjemnou runu, která prakticky vždy symbolizuje neštěstí. V knize Runová astrologie nalezneme tzv. mřížku Hagal. Jedná se o jednu z forem runy Hagalaz, kterou novodobí runoví mistři nazývají matkou run. Z tohoto tvaru totiž lze odvodit všechny ostatní runy. Šesterečná struktura je bohatě zastoupena v přírodě, ať už jako krystaly ledu či křemene, nebo jako seskupování mořských řas.
Padne-li Hagalaz při věštění, často to znamená přerušení života. Negativita symbolu se může také projevit ve formě nečekané smůly či úrazu. Události runou ohlášené obvykle vpadnou do našeho života neočekávaně a náhle. Navíc se jim nedá vyhnout, neboť jsou mimo lidskou kontrolu. Obvykle jsou však důsledkem působení platných přírodních zákonů, jde tedy spíše o mechanický proces než o lidskou tvořivost.
| Germánský futhark prostý | Germánský futhark prostý | Germánský futhark prostý | Germánský futhark prostý | Germánský futhark prostý | Germánský futhark prostý | Germánský futhark prostý | Germánský futhark prostý | Germánský futhark prostý | Germánský futhark prostý | Germánský futhark prostý | Germánský futhark prostý | Germánský futhark prostý | Germánský futhark prostý | Germánský futhark prostý | Germánský futhark prostý | Germánský futhark prostý | Germánský futhark prostý |
| ------------------------ | ------------------------ | ------------------------ | ------------------------ | ------------------------ | ------------------------ | ------------------------ | ------------------------ | ------------------------ | ------------------------ | ------------------------ | ------------------------ | ------------------------ | ------------------------ | ------------------------ | ------------------------ | ------------------------ | ------------------------ |
| Freyův aett              | Fehu                     | Fehu                     | Uruz                     | Uruz                     | Thurisaz                 | Thurisaz                 | Ansuz                    | Ansuz                    | Raido                    | Raido                    | Kaunaz                   | Kaunaz                   | Gebo                     | Gebo                     | Wunjo                    | Wunjo                    |                          |
| Hagalaz aett             | Hagalaz                  | Hagalaz                  | Nauthiz                  | Nauthiz                  | Isa                      | Isa                      | Jera                     | Jera                     | Eihwaz                   | Eihwaz                   | Pertho                   | Pertho                   | Algiz                    | Algiz                    | Sowulo                   | Sowulo                   |                          |
| Týrův aett               | Teiwaz                   | Teiwaz                   | Berkana                  | Berkana                  | Ehwaz                    | Ehwaz                    | Mannaz                   | Mannaz                   | Laguz                    | Laguz                    | Inguz                    | Inguz                    | Othila                   | Othila                   | Dagaz                    | Dagaz                    |                          |